# 施洗圣约翰堂 (埃里温)
施洗圣约翰堂（Surp Hovhannes Mkrtich）是一座亚美尼亚使徒教会教堂，位于亚美尼亚首都埃里温中区（Kentron）的康德（Kond）社区的高处。它建于1710年，原址有一座中世纪教堂，由于一场破坏性地震而被毁。出资者是埃里温的一位富人梅利克·阿加马尔。和其他中世纪的教堂一样，它也是三廊式。教堂的长方形平面包括祈祷大厅和东侧的正祭坛，毗邻祭衣间。

## 历史
1979年，建筑师拉斐尔·以色列关注教堂缺乏吸引力的状况，向宗主教瓦兹根一世提出重建教堂的计划。计划得到了批准，但不幸的是，建筑师于同年去世。10年后，作者的儿子，建筑师阿雷格·伊萨利安把他父亲的倡议变成了技术上可行的项目。工程由著名建筑师巴格达萨尔·阿尔祖马尼安和工程师阿韦蒂克·特凯维坚负责。20世纪80年代，在土木工程师米卡耶尔·霍夫汉尼西安的直接领导下，教堂被完全重建和修复。教堂的穹顶和墙壁以石材贴面。教堂内部举行了大规模的改建。在西侧为唱诗班席增加了一层，地板铺上了大理石，装饰了主祭坛的墙壁，内部进行了翻新。教堂还建造了钟楼。2000年，在教堂附近建造了教育文化中心“Hovhannes Kozern”，提供外语和计算机课程，圣像艺术学校。

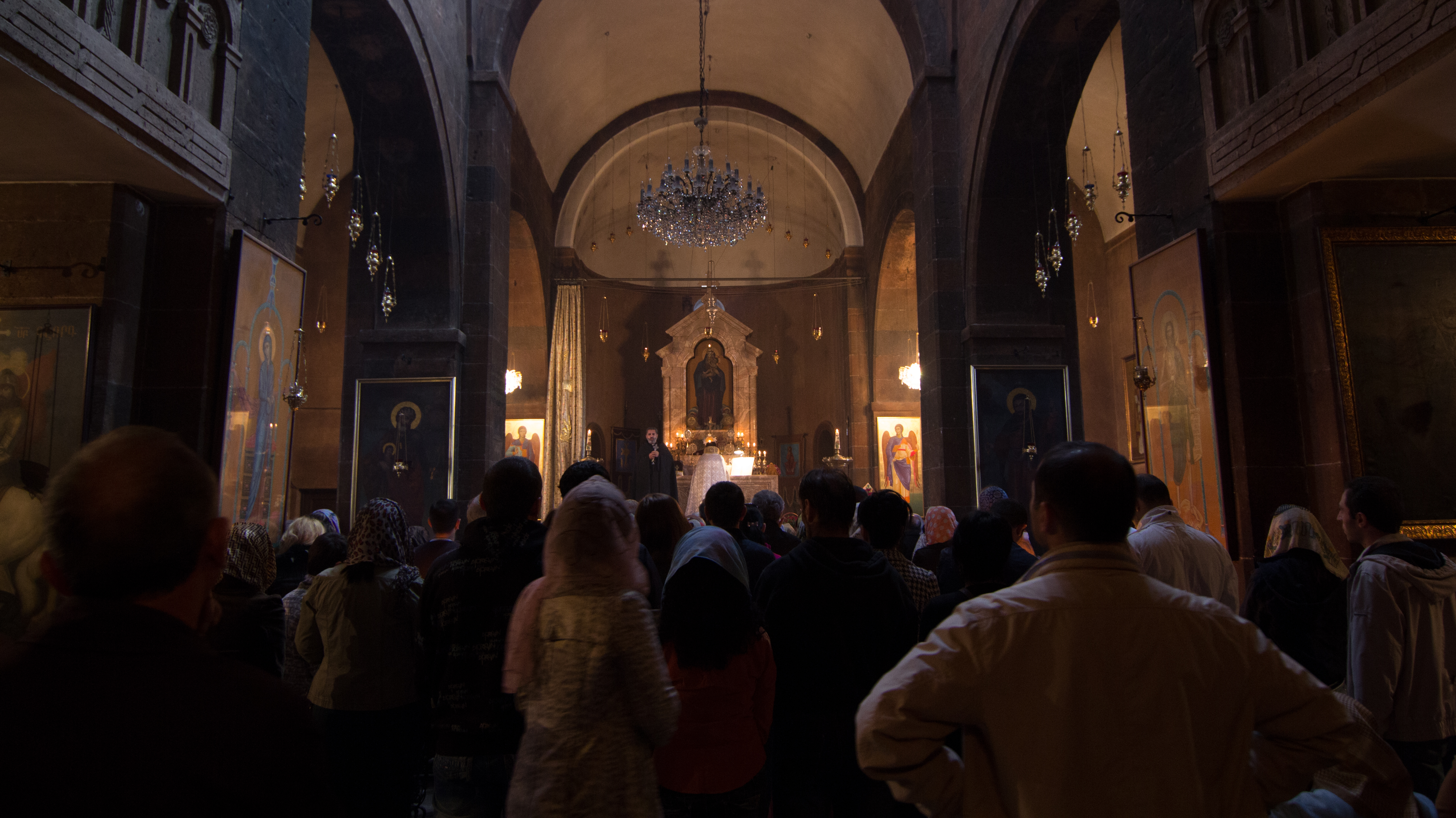
主日礼拜
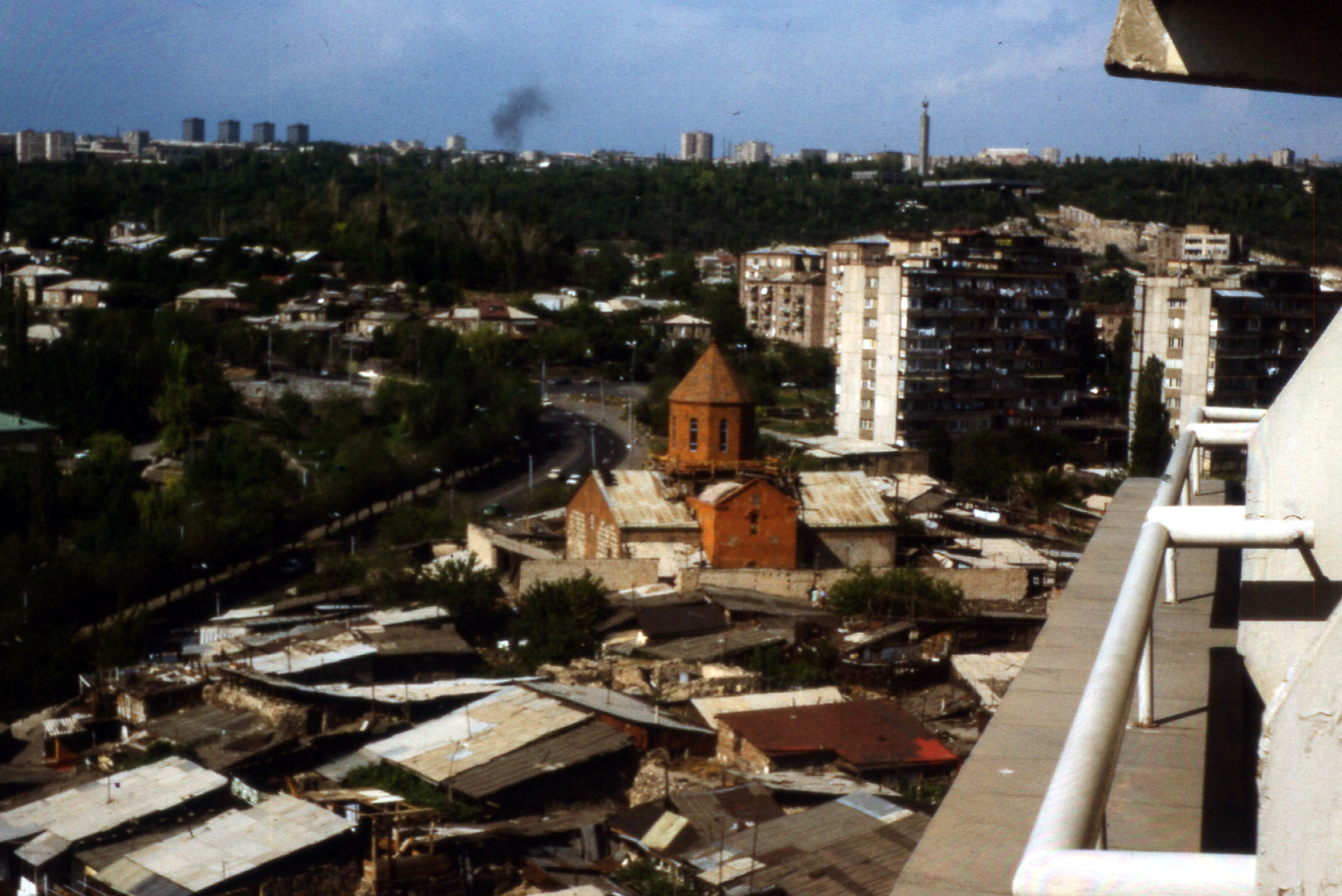
1989年改建前
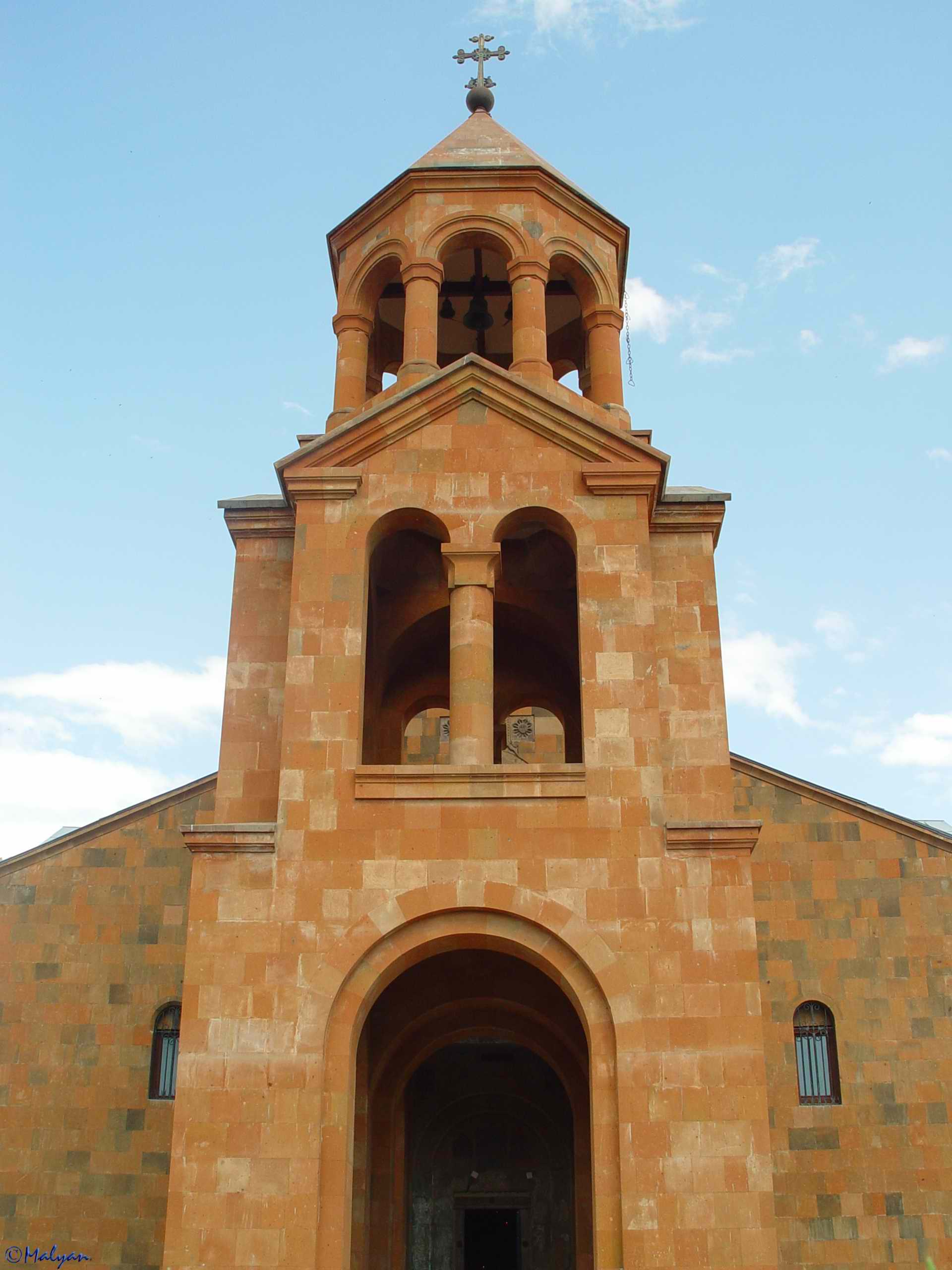
入口的钟楼
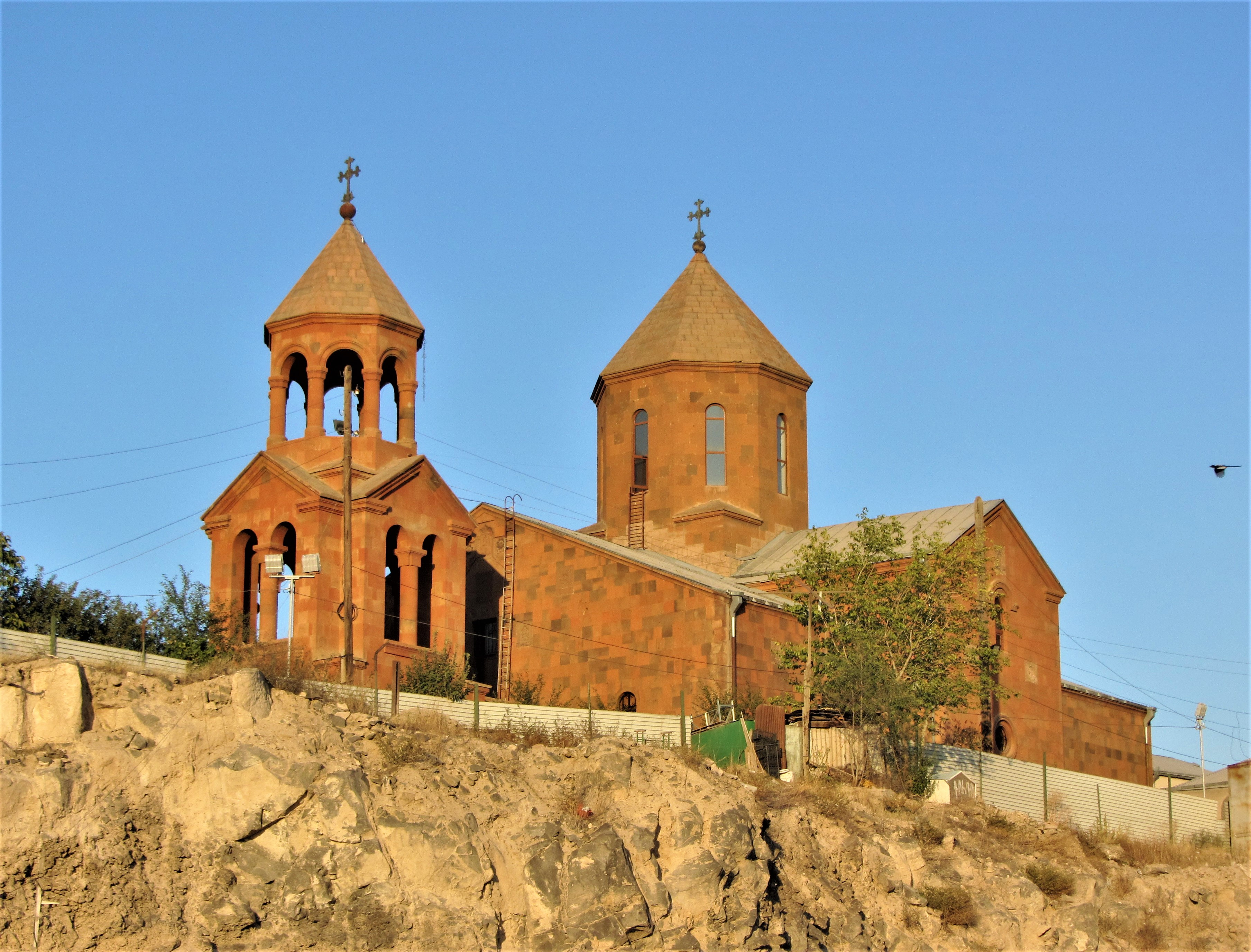